# Lhotka (Bílovec)
Lhotka (německy Blaschdorf) je malá vesnice, část města Bílovec v okrese Nový Jičín. Nachází se asi 4,5 km na severovýchod od Bílovce. V roce 2009 zde bylo evidováno 31 adres. V roce 2001 zde trvale žilo 68 obyvatel.
Nachází se zde žampionárna a sídlo lokálně významné pekárny Illík, která vyváží pečivo do širokého okolí.
Lhotka leží v katastrálním území Lubojaty o výměře 5,71 km2.